# Ben Lomond Mountain (Utah)
Ben Lomond je gora, ki leži v severnem delu gorovja Wasatch Range, severno od Ogdena v ameriški zvezni državi Utah. Vrh, ki leži na nadmorski višini 2961 metrov, je dostopen s treh strani, nanj pa vodijo štiri poti iz severa, juga in vzhoda. 
Gora je bila poimenovana po gori Ben Lomond, ki leži v Škotskem Višavju, poimenovala pa naj bi jo ena od zgodnjih priseljenk, Mary Wilson Montgomery, ki jo je gora spominjala na Munro.
Ben Lomond izstopa iz Wasatch Fronta, ker od daleč izgleda, da njegov greben poteka v smeri vzhod-zahod, medtem, ko grebeni okoliških gora potekajo v smeri sever-jug. Na vrh Ben Lomonda poteka ena najlepših gorskokolesarskih poti v Utahu, ki se začne na bližnjem Inspiration Peaku. 
Po nekaterih virih naj bi bil Ben Lomond uporabljen za logo Paramount Pictures. William W. Hodkinson, ustanovitelj Paramounta, ki je izviral iz območja okoli Ogdena, naj bi prvo skico narisal na prtiček med nekim sestankom leta 1914.